# 赤堀雅幸
赤堀 雅幸（あかほり まさゆき、1961年10月15日 - ）は、日本の人類学者。学位は、社会学修士（東京大学・1987年）。上智大学総合グローバル学部教授。専門は、中東研究、イスラーム地域研究、民衆イスラーム研究。

## 来歴
長野県松本市生まれ。長野県松本深志高等学校卒業、東京大学文科三類入学、東京大学教養学部卒業、同大学大学院社会学研究科修士課程修了、博士課程単位取得満期退学。その間に、文部省アジア諸国等派遣留学生としてエジプト留学。帰国後、日本学術振興会特別研究員（DC、PD）を経て、専修大学法学部専任講師、上智大学外国語学部専任講師、助教授、教授。総合グローバル学部開設に伴い、同学部教授、2016～2019年度学部長。2016年度より上智大学イスラーム研究センター長、センターの改組に伴い2022年度よりイスラーム地域研究所を開設して初代所長に就任。同研究所は1997年に国内の研究機関を連携して開始された「イスラーム地域研究」を継承する唯一の常設研究機関となった。
日本文化人類学会（旧日本民族学会）、日本オリエント学会、日本中東学会で理事、日本学術振興会、大学基準協会等で委員を務める。
ベドウィン（アラブ遊牧民）の研究と聖者崇敬を中心とした民衆イスラームの研究で知られる。

## 学歴[1]
- 1980年3月　長野県松本深志高等学校卒業
- 1985年3月　東京大学教養学部教養学科第1文化人類学分科卒業
- 1987年3月　東京大学大学院社会学研究科文化人類学専門課程修士課程修了
- 1988年1月　エジプト・カイロ大学、アレクサンドリア大学留学（～1991年1月、1990年3月までは文部省アジア諸国等派遣留学生）
- 1993年3月　東京大学大学院総合文化研究科文化人類学専門課程博士課程単位取得満期退学

## 職歴[2]
- 1992年4月　日本学術振興会特別研究員（DC）
- 1993年4月　日本学術振興会特別研究員（PD）
- 1994年4月　財団法人　民族学振興会研究員
- 1995年4月　専修大学法学部専任講師
- 1997年4月　上智大学外国語学部専任講師
- 2000年4月　同大学同学部助教授
- 2007年4月　同大学同学部教授
- 2014年4月　同大学総合グローバル学部教授
- 2016年4月　同大学同学部長（2020年3月まで）
- 2016年4月　同大学イスラーム研究センター長（2022年3月まで）
- 2022年4月　同大学イスラーム地域研究所長（2025年3月まで）
- 2024年4月　同大学研究機構長（2025年3月まで）
- 2025年4月　同大学学術研究担当副学長
- その他：京都大学ケナン・リファーイー・スーフィズム研究センター主任研究員、筑波大学北アフリカ研究センター共同研究員、東洋大学アジア文化研究所共同研究員

## 社会的活動[3]

### 学会
- 2002年～2004年　日本民族学会（現日本文化人類学会）理事、庶務担当理事（事務局長）
- 2004年～2012年、2016年～　日本オリエント学会理事
- 2005年～2007年、2009年～2011年、2013年～2019年　日本中東学会理事
- 2006年～2010年、2012年～2016年、2018年～2020年　日本文化人類学会理事
- 2007年～2009年　日本中東学会理事（事務局長）
- 2012年～2016年　日本オリエント学会常務理事（事務局長）
- 2019年～2021年　日本中東学会監事
- 2022年～2024年　日本文化人類学会監事

### 委員等
- 2003年～2004年　日本学術振興会特別研究員等審査会専門委員
- 2006年　日本学術振興会魅力ある大学院教育イニシアティブ委員会専門委員
- 2007年、2008年　日本学術振興会大学院教育改革支援プログラム委員会専門委員
- 2009年　日本学術振興会大学院教育改革支援プログラム委員会委員
- 2009年　日本学術振興会グローバルCOEプログラム委員会分野別審査・評価部会専門委員
- 2010年　日本学術振興会組織的な大学院教育改革推進プログラム委員
- 2013年～2014年、2017年～2018年、2020年～2021年　日本学術振興会科学研究費委員会専門委員
- 2014年～2016年　公益信託澁澤民族學振興基金「澁澤賞」選考委員
- 2014年～2017年　京都大学地域研究統合情報センター運営委員
- 2016年～2022年　大学共同利用機関法人人間文化研究機構現代中東地域研究推進会議委員
- 2017年～2018年　上智学院評議員
- 2017年～2018年、2019年～2020年　公益財団法人大学基準協会大学評価委員会大学評価分科会委員
- 2021年　文部科学省, 科学研究費助成事業における評価（審査）学術変革領域研究（A）専門委員

## 研究業績

### 単著
- Ziyāra and Saint Veneration among the Bedouins in the Western Desert of Egypt, Islamic Area Studies Working Paper Series No. 27, Tokyo: Islamic Area Studies Project, 2002年[4]

### 編著
- 『イスラームにおける聖性の継承：預言者、聖者の血統と聖遺物』上智大学イスラーム地域研究所、2025年[5]
- 『スーフィズムにみる音と身体の技法』上智大学イスラーム地域研究所、2024年[5]
- 『今日のスーフィズム：神秘主義の諸相を知る』上智大学イスラーム地域研究所、2023年[5]
- 『イスラームおよびキリスト教における崇敬の人類学：一神教の聖者たち、聖人たち』上智大学イスラーム研究センター、2022年[5]
- 『ディアスポラのムスリムたち：異郷に生きて交わること』上智大学イスラーム研究センター、2021年[5]
- 『中東に生きる宗教的少数派の人々：その暮らしと祭り』上智大学イスラーム研究センター、2021年[5]
- 『民衆のイスラーム―スーフィー・聖者・精霊の世界』山川出版社、 2008年[6]

### 共編著
- Tonaga Yasushi, Akahori Masayuki, Suzuki Manami, Cangüzel Günel Zülfikar、Emine Yeniterzi, and Reşat Öngören (eds.), Bridging Philosophy and Arts in Sufism: Poetry, Music, and Samā‘ Ritual, Kyoto: Kenan Rifai Center for Sufi Studies, Graduate School of Asian and African Area Studies, Kyoto University, 2025
- 鈴木董・近藤二郎・赤堀雅幸編集代表『中東・オリエント文化事典』丸善出版，2020年[7]
- 私市正年・寺田勇文・赤堀雅幸編『グローバル化のなかの宗教―衰退・再生・変貌』（地域立脚型グローバル・スタディーズ叢書第4巻）上智大学出版会、2010年[8]
- 赤堀雅幸・東長靖・堀川徹編『イスラームの神秘主義と聖者信仰』（イスラーム地域研究叢書第7巻）東京大学出版会、2005年[9]

### 訳著
- ピエール･アルマンジョン『エジプトのムスリム諸大学における教育、教義および生活』赤堀雅幸監訳、内山智絵訳・解題、上智大学イスラーム地域研究所、2023年[5]
- タラル・アサド『イスラームの人類学について考える』赤堀雅幸監修、近藤文哉訳・解題、上智大学イスラーム研究センター、2022年[5]
- ティモシー・ミッチェル『エジプトを植民地化する―博覧会世界と規律訓練的権力』大塚和夫・赤堀雅幸訳、法政大学出版局、2014年[10]

## 受賞
- 日本ナイル・エチオピア学会高島賞、1995年[11]